# Brachycythara
Brachycythara é um gênero de gastrópodes pertencente a família Mangeliidae.

## Espécies
- Brachycythara alba (Adams C. B., 1850)[2]
- Brachycythara barbarae Lyons, 1972[3]
- Brachycythara biconica (C. B. Adams, 1850)[4]
- Brachycythara brevis (Adams C. B., 1850)[5]
- †Brachycythara dasa J. Gardner, 1937
- Brachycythara galae Fargo, 1953[6]
- †Brachycythara gibba Guppy, R.J.L. in Guppy, R.J.L. & W.H. Dall, 1896
- Brachycythara multicincta Rolan & Espinosa, 1999[7]
- Brachycythara nanodes (Melvill, 1923)
- †Brachycythara reidenbachi Ward & B.W. Blackwelder, 1987
- †Brachycythara turrita W.C. Mansfield, 1930

Espécies trazidas para a sinonímia
- Brachycythara atlantidea (Knudsen, 1952):[8] sinônimo de Bela atlantidea (Knudsen, 1952)
- Brachycythara beatriceae Mariottini, 2007:[9] sinônimo de Bela beatriceae (Mariottini, 2007)
- Brachycythara multicinctata Rolán & Espinosa, 1999:[10] sinônimo de Brachycythara multicincta Rolán & Espinosa, 1999
- Brachycythara stegeri Nowell-Usticke, 1959:[11] sinônimo de Splendrillia stegeri (Nowell-Usticke, 1959)